# Koshantschikovius strandi
Koshantschikovius strandi är en skalbaggsart som beskrevs av Vladimir Balthasar 1935. Koshantschikovius strandi ingår i släktet Koshantschikovius och familjen Aphodiidae. Inga underarter finns listade i Catalogue of Life.